# Betty Wright
Betty Wright (* 21. Dezember 1953 in Miami, Florida als Bessie Regina Norris; † 10. Mai 2020 ebenda) war eine amerikanische Soulsängerin. Sie war außerdem als Songschreiberin und Produzentin aktiv.

## Biografie
Wright begann ihre Gesangskarriere in der Familien-Gospelgruppe „The Echoes of Joy“. Mit 13 Jahren hatte sie erste Einsätze als Backgroundsängerin. Ihr erster Billboard-Top-40 Hit war 1968 Girls Can’t Do What the Guys Do. In diesem Jahr erschien auch das erste Soloalbum My First Time Around. 1972 folgte der Song, mit dem sie von Fans am stärksten identifiziert wird: Clean Up Woman (Platz 2 in den R&B-, Platz 6 in den US-Pop-Charts). 1976 erhielt sie einen Grammy für das Lied Where Is the Love.
Zwischen 1972 und 1979 erschienen insgesamt sieben Alben beim Label Alston von Henry Stone. 1988 hatte sie den Hit No Pain, (No Gain). Spätere Aufnahmen blieben ohne größere kommerzielle Erfolge (Letzte US-Single-Platzierung aus dem Jahr 1989, letztes Album Fit for a King von 2001). Wright versuchte sich als TV-Talkshow-Gastgeberin und war weiter als Backgroundsängerin tätig. Sie produzierte 2003 den überwiegenden Teil des vielbeachteten Debüts von Joss Stone.
Sie starb 2020 im Alter von 66 Jahren an Krebs.

## Diskografie

### Alben
| Jahr | Titel Musiklabel Katalog-Nr.                      | Höchstplatzierung, Gesamtwochen, AuszeichnungChartplatzierungen (Jahr, Titel, Musiklabel Katalog-Nr., Platzierungen, Wochen, Auszeichnungen, Anmerkungen) | Höchstplatzierung, Gesamtwochen, AuszeichnungChartplatzierungen (Jahr, Titel, Musiklabel Katalog-Nr., Platzierungen, Wochen, Auszeichnungen, Anmerkungen) | Höchstplatzierung, Gesamtwochen, AuszeichnungChartplatzierungen (Jahr, Titel, Musiklabel Katalog-Nr., Platzierungen, Wochen, Auszeichnungen, Anmerkungen) | Anmerkungen                                                                                               |
| Jahr | Titel Musiklabel Katalog-Nr.                      | UK | US | R&B | Anmerkungen                                                                                               |
| ---- | ------------------------------------------------- | --- | --- | --- | --- |
| 1972 | I Love the Way You Love Alston 388                | — | US123 (6 Wo.)US | R&B32 (5 Wo.)R&B | Erstveröffentlichung: Februar 1972 Produzenten: Clarence Reid, Willie Clarke                              |
| 1973 | Hard to Stop Alston 7026                          | — | — | R&B54 (3 Wo.)R&B | Erstveröffentlichung: Juli 1973 Produzenten: Clarence Reid, Steve Alaimo, Willie Clarke                   |
| 1978 | Betty Wright Live Alston 4408                     | — | US26 (36 Wo.)US | R&B6 (40 Wo.)R&B | Erstveröffentlichung: Juni 1978 Produzenten: Howard Albert, Ron Albert                                    |
| 1979 | Betty Travelin’ in the Wright Circle Alston 4410  | — | US138 (6 Wo.)US | R&B48 (17 Wo.)R&B | Erstveröffentlichung: Mai 1979 Produzent: Betty Wright                                                    |
| 1981 | Betty Wright Epic 36879                           | — | — | R&B54 (5 Wo.)R&B | Erstveröffentlichung: Juli 1981 Produzenten: André Fischer, Stevie Wonder                                 |
| 1983 | Wright Back at You Epic 38558                     | — | — | R&B41 (8 Wo.)R&B | Erstveröffentlichung: April 1983 Produzenten: Chris Kimsey, Marlon Jackson, Betty Wright                  |
| 1988 | Mother Wit Ms. B 3301                             | — | US127 (13 Wo.)US | R&B28 (30 Wo.)R&B | Erstveröffentlichung: April 1988 Produzenten: Betty Wright, Noel Williams                                 |
| 1989 | 4U2NJOY Ms. B 3308                                | — | — | R&B51 (10 Wo.)R&B | Erstveröffentlichung: März 1989 Produzenten: Angela Morris, Betty Wright                                  |
| 2011 | Betty Wright:The Movie S-Curve / Ms. B 0731519012 | — | US197 (1 Wo.)US | R&B27 (4 Wo.)R&B | Erstveröffentlichung: 15. November 2011 mit The Roots Produzenten: Questlove, Angelo Morris, Betty Wright |

Weitere Alben
- 1968: My First Time Around (Atco)
- 1975: Danger High Voltage (Alston)
- 1976: Explosion (Alston)
- 1977: This Time It’s Real (Alston)
- 1987: Sevens (Fantasy)
- 1990: Passion & ComPassion (Vision)
- 1992: All the Way Live (Permanent)
- 1993: B-Attitudes (Solar)
- 1995: Distant Lover (Ms. B)
- 1995: Hard Times Dance (Black Tiger)
- 2001: Fit for a King (Vision)

### Kompilationen
- 1992: The Best of Betty Wright
- 1993: Greatest Hits
- 1994: The Best of Betty Wright:The TK Years
- 1999: Clean Up Woman and Other Hits
- 2000: The Very Best of Betty Wright
- 2002: The Essentials
- 2004: It’s Hard to Stop
- 2007: The Platinum Collection

### Singles
| Jahr | Titel Album                                                            | Höchstplatzierung, Gesamtwochen, AuszeichnungChartplatzierungen (Jahr, Titel, Album, Platzierungen, Wochen, Auszeichnungen, Anmerkungen) | Höchstplatzierung, Gesamtwochen, AuszeichnungChartplatzierungen (Jahr, Titel, Album, Platzierungen, Wochen, Auszeichnungen, Anmerkungen) | Höchstplatzierung, Gesamtwochen, AuszeichnungChartplatzierungen (Jahr, Titel, Album, Platzierungen, Wochen, Auszeichnungen, Anmerkungen) | Höchstplatzierung, Gesamtwochen, AuszeichnungChartplatzierungen (Jahr, Titel, Album, Platzierungen, Wochen, Auszeichnungen, Anmerkungen) | Anmerkungen |
| Jahr | Titel Album                                                            | UK | US | R&B | Dance | Anmerkungen |
| ---- | ---------------------------------------------------------------------- | --- | --- | --- | --- | --- |
| 1968 | Girls Can’t Do What the Guys Do My First Time Around                   | — | US33 (8 Wo.)US | R&B15 (15 Wo.)R&B | — | Erstveröffentlichung: Juli 1968 Autoren: Clarence Reid, Willie Clarke                                                                            |
| 1970 | Pure Love I Love the Way You Love                                      | — | — | R&B40 (5 Wo.)R&B | — | Erstveröffentlichung: Juli 1970 Autoren: Clarence Reid, Willie Clarke                                                                            |
| 1971 | I Love the Way You Love                                                | — | — | R&B44 (6 Wo.)R&B | — | Erstveröffentlichung: Mai 1971 Autor: Willie Hale                                                                                                |
| 1971 | Clean Up Woman I Love the Way You Love                                 | — | US6 Gold · (14 Wo.)US | R&B2 (16 Wo.)R&B | — | Erstveröffentlichung: Oktober 1971 Autoren: Clarence Reid, Willie Clarke                                                                         |
| 1972 | I’m Gettin’ Tired Baby I Love the Way You Love                         | — | — | R&B42 (3 Wo.)R&B | — | Erstveröffentlichung: März 1972 B-Seite von If You Love Me Like You Say You Love Me Autoren: Clarence Reid, Willie Clarke                        |
| 1972 | If You Love Me Like You Say You Love Me I Love the Way You Love        | — | — | R&B21 (5 Wo.)R&B | — | Erstveröffentlichung: März 1972 Autoren: Clarence Reid, Willie Clarke                                                                            |
| 1972 | Is It You Girl –                                                       | — | — | R&B18 (8 Wo.)R&B | — | Erstveröffentlichung: Mai 1972 Autoren: Clarence Reid, Willie Clarke                                                                             |
| 1972 | Baby Sitter Hard to Stop                                               | — | US46 (10 Wo.)US | R&B6 (15 Wo.)R&B | — | Erstveröffentlichung: August 1972 Autoren: Betty Wright, Clarence Reid, Willie Clarke                                                            |
| 1973 | It’s Hard to Stop (Doing Something When It’s Good to You) Hard to Stop | — | US72 (6 Wo.)US | R&B11 (9 Wo.)R&B | — | Erstveröffentlichung: März 1973 Autor: Betty Wright                                                                                              |
| 1973 | Let Me Be Your Lovemaker –                                             | — | US55 (6 Wo.)US | R&B10 (16 Wo.)R&B | — | Erstveröffentlichung: August 1973 Autoren: Betty Wright, Clarence Reid, Willie Clarke                                                            |
| 1974 | It’s Bad for Me to See You –                                           | — | — | R&B66 (6 Wo.)R&B | — | Erstveröffentlichung: Februar 1974 Autoren: Gloria Jones, Pam Sawyer Original: Yvonne Fair, 1972                                                 |
| 1974 | Secretary –                                                            | — | US62 (8 Wo.)US | R&B12 (16 Wo.)R&B | — | Erstveröffentlichung: Mai 1974 Autoren: Clarence Reid, Willie Clarke                                                                             |
| 1974 | Shoorah! Shoorah! / Tonight Is the Night Danger High Voltage           | UK27 (7 Wo.)UK | — | R&B28 (28 Wo.)R&B | — | Erstveröffentlichung: Oktober 1974 Autoren: Allen Toussaint / Betty Wright, Willie Clarke Original (A-Seite): Frankie Miller, 1974               |
| 1975 | Where Is the Love? Danger High Voltage                                 | UK25 (7 Wo.)UK | US96 (1 Wo.)US | R&B15 (12 Wo.)R&B | Dance2 (22 Wo.)Dance | Erstveröffentlichung: Januar 1975 Grammy (Bester R&B-Song) Autoren: Betty Wright, Willie Clarke, Harry Wayne Casey, Richard Finch                |
| 1975 | Ooola La La –                                                          | — | — | R&B28 (11 Wo.)R&B | — | Erstveröffentlichung: Juli 1975 Autoren: Clarence Reid, Willie Clarke                                                                            |
| 1975 | Slip and Do It –                                                       | — | — | R&B21 (12 Wo.)R&B | — | Erstveröffentlichung: November 1975 Autoren: Eugene Dixon, James Thompson                                                                        |
| 1976 | If I Ever Do Wrong Explosion                                           | — | — | R&B23 (13 Wo.)R&B | — | Erstveröffentlichung: Juli 1976 Autoren: Betty Wright, Willie Clarke                                                                             |
| 1976 | Life Explosion                                                         | — | — | R&B64 (8 Wo.)R&B | — | Erstveröffentlichung: Dezember 1976 Autor: Milton Wright                                                                                         |
| 1977 | You Can’t See for Lookin’ This Time It’s Real                          | — | — | R&B73 (5 Wo.)R&B | — | Erstveröffentlichung: Juli 1977 Autor: Willie Clarke                                                                                             |
| 1978 | Dance with Me A Fantasy Love Affair                                    | UK57 (5 Wo.)UK | US8 (28 Wo.)US | R&B5 (22 Wo.)R&B | Dance4 (23 Wo.)Dance | Erstveröffentlichung: Dezember 1977 Peter Brown feat. Betty Wright                                                                               |
| 1978 | You Should Do It A Fantasy Love Affair                                 | — | US54 (8 Wo.)US | R&B25 (15 Wo.)R&B | — | Erstveröffentlichung: August 1978 Peter Brown feat. Betty Wright Autoren: Peter Brown, Robert Rans                                               |
| 1978 | Tonight Is the Night (Parts 1 & 2, live) Betty Wright Live             | — | — | R&B11 (15 Wo.)R&B | — | Erstveröffentlichung: August 1978 |
| 1979 | Lovin’ Is Really My Game Betty Wright Live                             | — | — | R&B68 (3 Wo.)R&B | — | Erstveröffentlichung: Januar 1979 Autoren: Belita Woods, Trenita Womack Original: Brainstorm, 1977                                               |
| 1979 | My Love Is Betty Travelin’ in the Wright Circle                        | — | — | R&B48 (10 Wo.)R&B | — | Erstveröffentlichung: Juli 1979 Autoren: Betty Wright, Jerome McCray                                                                             |
| 1981 | What Are You Going to Do with It Betty Wright                          | — | — | R&B42 (10 Wo.)R&B | Dance61 (8 Wo.)Dance | Erstveröffentlichung: März 1981 Autoren: Betty Wright, Stevie Wonder                                                                             |
| 1981 | Goodbye You Hello Him –                                                | — | — | R&B65 (7 Wo.)R&B | — | Erstveröffentlichung: September 1981 Autor: Richard „Dimples“ Fields                                                                             |
| 1983 | She’s Older Now Wright Back at You                                     | — | — | R&B22 (16 Wo.)R&B | — | Erstveröffentlichung: Januar 1983 Autoren: Warren Mendes, Betty Wright                                                                           |
| 1984 | One Step Up, Two Steps Back –                                          | — | — | R&B75 (4 Wo.)R&B | Dance35 (9 Wo.)Dance | Erstveröffentlichung: Juni 1984 Autoren: Betty Wright, H. Harris, D. Johnson, Amir Bayyan                                                        |
| 1986 | Pain Sevens                                                            | UK42 (6 Wo.)UK | — | R&B44 (16 Wo.)R&B | — | Erstveröffentlichung: Dezember 1985 Autor: Betty Wright                                                                                          |
| 1986 | The Sun Don’t Shine Sevens                                             | — | — | R&B82 (8 Wo.)R&B | — | Erstveröffentlichung: Juni 1986 Autor: Betty Wright                                                                                              |
| 1988 | No Pain, No Gain Mother Wit                                            | — | — | R&B82 (8 Wo.)R&B | — | Erstveröffentlichung: März 1988 Autor: Betty Wright                                                                                              |
| 1988 | After the Pain Mother Wit                                              | — | — | R&B57 (11 Wo.)R&B | — | Erstveröffentlichung: August 1988 Autor: Betty Wright                                                                                            |
| 1989 | From Pain to Joy 4U2NJOY                                               | — | — | R&B39 (10 Wo.)R&B | — | Erstveröffentlichung: Januar 1989 Autor: Betty Wright                                                                                            |
| 1989 | Quiet Storm 4U2NJOY                                                    | — | — | R&B88 (5 Wo.)R&B | — | Erstveröffentlichung: Mai 1989 Autor: Betty Wright                                                                                               |
| 1989 | Keep Love New 4U2NJOY                                                  | UK71 (4 Wo.)UK | — | — | — | Erstveröffentlichung: August 1989 Autor: Betty Wright                                                                                            |
| 1990 | How ’Bout Us Blind to Reason                                           | — | — | R&B30 (12 Wo.)R&B | — | Erstveröffentlichung: März 1990; mit Grayson Hugh, vom Soundtrack des Films Wahre Liebe (True Love) Autor: Dana Walden Original: Champaign, 1981 |
| 1994 | For Love Alone B-Attitudes                                             | — | — | R&B98 (2 Wo.)R&B | — | Erstveröffentlichung: Januar 1994 Autoren: Angelo Morris, Betty Wright                                                                           |
| 2007 | Baby The Art of Love & War                                             | — | — | R&B22 (27 Wo.)R&B | Dance3 (16 Wo.)Dance | Erstveröffentlichung: Juli 2007; Angie Stone feat. Betty Wright Autoren: Angie Stone, Charles Tatum, Curtis Mayfield, K. Norton                  |
| 2016 | Holy Key Major Key                                                     | — | US84 (1 Wo.)US | R&B29 (3 Wo.)R&B | — | Erstveröffentlichung: August 2016 DJ Khaled feat. Big Sean, Kendrick Lamar und Betty Wright                                                      |

grau schraffiert: keine Chartdaten aus diesem Jahr verfügbar
Weitere Singles
- 1967: Good Lovin’
- 1967: Mr. Lucky
- 1968: He’s Bad Bad Bad
- 1968: The Best Girls Don’t Always Win
- 1969: After the Smoke Is Gone (mit Steve Alaimo)
- 1969: The Joy of Becoming a Woman
- 1969: Soldier Boy
- 1970: I Found That Guy
- 1976: Everybody Was Rockin’
- 1976: Rock On Baby, Rock On
- 1977: Man of Mine
- 1978: No Tricks (Alice Cooper feat. Betty Wright)
- 1979: Thank You for the Many Things You’ve Done
- 1988: A Christmas to Remember
- 1989: We Down
- 1990: Help Is on the Way
- 1992: It’s Crucial
- 1994: Distant Lover
- 1997: Every Breath You Take
- 2013: In the Middle of the Game (Don’t Change the Play)
- 2014: Clean Up Woman (Jim Sharp Edit)